# Petra Cetkovská
Petra Cetkovská (* 8. Februar 1985 in Prostějov, damals Tschechoslowakei) ist eine ehemalige tschechische Tennisspielerin.

## Karriere
Cetkovská wurde im Alter von fünf Jahren von ihrem Vater an den Tennissport herangeführt.
Zu den herausragenden Ergebnissen ihrer Anfangszeit zählte ihr Sieg bei den U14 European Championships. Ab dem Jahr 2000 trat sie bei ITF-Turnieren an. Noch im selben Jahr gewann sie ihren ersten Doppeltitel, im Jahr darauf folgten die ersten ITF-Titel im Einzel. Von November 2001 bis Februar 2008 spielte sie vier Partien (ein Sieg im Doppel) für die tschechische Fed-Cup-Mannschaft.
2007 erreichte sie im Einzel in Taschkent erstmals ein Hauptfeld auf der WTA Tour. Noch im selben Jahr gewann sie ihren ersten WTA-Titel im Doppel, im Finale von Prag besiegte sie zusammen mit ihrer Landsfrau Andrea Hlaváčková das Duo Ji Chunmei/Sun Shengnan mit 7:67 und 6:2.
2011 erzielte sie in Wimbledon ihr bestes Abschneiden bei einem Grand-Slam-Turnier im Einzel. Mit Siegen über Agnieszka Radwańska und Ana Ivanović zog sie ins Achtelfinale ein, in dem sie der späteren Halbfinalistin Sabine Lisicki unterlag. Am 24. Oktober 2011 erreichte Cetkovská mit Rang 30 eine neue Bestmarke im WTA-Ranking. Zuvor hatte sie zweimal hintereinander das Finale eines WTA-Turniers erreicht; sie unterlag in Palermo auf Sand Anabel Medina Garrigues und in Pétange auf Hartplatz Mathilde Johansson jeweils mit 5:7 und 3:6. Auch in New Haven, bei ihrem dritten Finaleinzug im Jahr 2011, klappte es nicht mit dem ersten Einzeltitel auf der Tour; sie unterlag dort im Endspiel der Weltranglistenersten Caroline Wozniacki mit 4:6, 1:6.
2012 konnte sie im Einzel vor allem auf Sand gute Ergebnisse verbuchen. Nachdem sie zweimal ein Viertelfinale (Fès, Estoril) und dreimal ein Achtelfinale (Barcelona, Madrid, Rom) erreicht hatte, kletterte sie nach den French Open, bei denen sie die zweite Runde erreichte, am 18. Juni in der Weltrangliste auf Rang 25, ihre bislang beste Platzierung. Zudem gewann sie 2012 an der Seite von Alexandra Panowa in Fès ihren zweiten WTA-Titel im Doppel.
Nach ihrer Teilnahme an den Olympischen Spielen in London spielte sie noch zwei ITF-Turniere. Von Anfang November 2012 bis Mitte Mai 2013 bestritt Cetkovská kein einziges Turnier, so dass sie in der Weltrangliste weit abrutschte. Zur Vorbereitung auf die French Open, bei denen sie dann die dritte Runde erreichte, kehrte sie beim Sandplatzturnier in Straßburg auf die Tour zurück. Am Saisonende 2014 belegte sie die Weltranglistenplätze 59 (Einzel) und 160 (Doppel).
Nach den US Open, bei denen sie jeweils in Runde zwei ausgeschieden war, trat sie erneut ein halbes Jahr lang nicht an. In Miami und Key Biscayne schied sie 2015 jeweils in der ersten Runde aus. Im August gelang ihr dann in Polen der Gewinn ihres 23. Einzeltitels bei einem ITF-Turnier.
Ihr bislang letztes Match auf der Damentour absolvierte sie im Juli 2016 bei einem ITF-Turnier in ihrer tschechischen Heimat.

## Turniersiege

### Einzel
| Nr. | Datum              | Turnier           | Kategorie     | Belag             | Finalgegnerin               | Ergebnis       |
| --- | ------------------ | ----------------- | ------------- | ----------------- | --------------------------- | -------------- |
| 1.  | 22. April 2001     | Hvar              | ITF $ 10.000  | Sand              | Sanda Mamic                 | 6:3, 6:1       |
| 2.  | 18. November 2001  | Stupava           | ITF $ 10.000  | Hartplatz (Halle) | Joanna Sakowicz             | 6:1, 6:4       |
| 3.  | 31. März 2002      | Athen             | ITF $ 10.000  | Sand              | Tina Hergold                | 6:3, 6:2       |
| 4.  | 23. Juni 2002      | Tallinn           | ITF $ 25.000  | Sand              | Tiffany Dabek               | 6:3, 4:6, 6:1  |
| 5.  | 24. August 2003    | Sezze             | ITF $ 10.000  | Sand              | Hanna Nooni                 | 6:75, 6:3, 6:2 |
| 6.  | 22. Mai 2005       | Teneriffa         | ITF $ 25.000  | Hartplatz         | Carla Suarez Navarro        | 6:70, 6:3, 6:1 |
| 7.  | 24. Juli 2005      | Zwevegem          | ITF $ 10.000  | Sand              | Stefania Chieppa            | 6:4, 6:2       |
| 8.  | 14. August 2005    | Gdynia            | ITF $ 10.000  | Sand              | Agnieszka Radwańska         | 6:3, 6:4       |
| 9.  | 21. August 2005    | Kędzierzyn-Koźle  | ITF $ 25.000  | Sand              | Natalia Gussoni             | 3:6, 6:4, 6:3  |
| 10. | 25. September 2005 | Ibaraki           | ITF $ 25.000  | Hartplatz         | Erika Takao                 | 2:6, 7:5, 6:3  |
| 11. | 15. Oktober 2005   | Lagos             | ITF $ 25.000  | Hartplatz         | Anne Keothavong             | 3:6, 6:3, 6:2  |
| 12. | 8. April 2006      | Dubai             | ITF $ 10.000  | Hartplatz         | Katerina Awdijenko          | 1:6, 7:66, 6:2 |
| 13. | 25. März 2007      | Teneriffa         | ITF $ 25.000  | Hartplatz         | Angelique Kerber            | 7:5, 5:7, 7:65 |
| 14. | 15. Juli 2007      | Felixstowe        | ITF $ 25.000  | Rasen             | Neuza Silva                 | 6:2, 6:4       |
| 15. | 22. Juli 2007      | Zwevegem          | ITF $ 25.000  | Sand              | Lenka Wienerová             | 6:1, 5:7, 6:0  |
| 16. | 11. Mai 2008       | Bukarest          | ITF $ 50.000  | Sand              | Sorana Cîrstea              | 7:65, 7:63     |
| 17. | 18. Mai 2008       | Saint-Gaudens     | ITF $ 50.000  | Sand              | María José Martínez Sánchez | 6:4, 6:4       |
| 18. | 26. Juni 2010      | Perigueux         | ITF $ 25.000  | Sand              | Margalita Tschachnaschwili  | 2:6, 6:1, 6:1  |
| 19. | 4. Juli 2010       | Mont-de-Marsan    | ITF $ 25.000  | Sand              | Eliza Kostowa               | 6:2, 6:2       |
| 20. | 9. Oktober 2010    | Jounieh           | ITF $ 100.000 | Sand              | Mathilde Johansson          | 6:1, 6:3       |
| 21. | 2. April 2011      | Monzón            | ITF $ 50.000  | Hartplatz         | Kirsten Flipkens            | 5:7, 6:4, 6:2  |
| 22. | 20. Juli 2014      | Olmütz            | ITF $ 50.000  | Sand              | Denisa Allertová            | 3:6, 6:1, 6:4  |
| 23. | 2. August 2015     | Sobota-Rokietnica | ITF $ 75.000  | Sand              | Jelena Ostapenko            | 3:6, 7:5, 6:2  |

### Doppel
| Nr. | Datum              | Turnier           | Kategorie         | Belag             | Partnerin              | Finalgegnerinnen                                   | Ergebnis          |
| --- | ------------------ | ----------------- | ----------------- | ----------------- | ---------------------- | -------------------------------------------------- | ----------------- |
| 1.  | 20. August 2000    | Valašské Meziříčí | ITF $ 10.000      | Sand              | Pavlína Tichá          | Andrea Placková Petra Placková                     | 6:4, 6:2          |
| 2.  | 15. April 2001     | Cavtat            | ITF $ 10.000      | Sand              | Pavlína Tichá          | Natalia Galouza Lotty Seelen                       | 6:2, 6:1          |
| 3.  | 14. April 2002     | Makarska          | ITF $ 10.000      | Sand              | Tina Hergold           | Daniela Casanova Marijana Kovačević                | 7:5, 6:2          |
| 4.  | 23. Juni 2002      | Tallinn           | ITF $ 25.000      | Sand              | Joanna Sakowicz        | Petra Russegger Stefanie Weis                      | 6:2, 4:6, 6:4     |
| 5.  | 12. September 2004 | Durmersheim       | ITF $ 10.000      | Sand              | Janette Bejlková       | Carmen Klaschka Imke Kusgen                        | 6:3, 7:64         |
| 6.  | 26. September 2004 | Jounieh           | ITF $ 50.000      | Sand              | Hana Šromová           | Nuria Llagostera Vives Frederica Piedade           | 6:4, 6:2          |
| 7.  | 28. November 2004  | Kairo             | ITF $ 10.000      | Sand              | Pauline Parmentier     | Galina Fokina Raissa Gurewitsch                    | 6:4, 6:2          |
| 8.  | 20. Februar 2005   | Mallorca          | ITF $ 10.000      | Sand              | Olga Brózda            | Adriana Gonzalez-Penas Romina Oprandi              | 6:3, 6:4          |
| 9.  | 6. März 2005       | Gran Canaria      | ITF $ 10.000      | Hartplatz         | Katia Sabate-Orera     | Bibiane Schoofs Laura Vallverdu-Zafra              | 6:75, 6:3, 6:1    |
| 10. | 19. Juni 2005      | Lenzerheide       | ITF $ 10.000      | Sand              | Martina Lautenschlager | Eva-Maria Hoch Diana Vranceanu                     | 6:0, 6:3          |
| 11. | 11. April 2006     | Abu Dhabi         | ITF $ 10.000      | Hartplatz         | Andreja Klepač         | Katerina Awdijenko Kristina Mowsesjan              | 6:1, 6:3          |
| 12. | 20. Mai 2006       | Caserta           | ITF $ 25.000      | Sand              | Sandra Záhlavová       | Silvia Disderi Valentina Sulpizio                  | 6:2, 6:0          |
| 13. | 30. September 2006 | Batumi            | ITF $ 25.000      | Hartplatz         | İpek Şenoğlu           | Wasilisa Davydowa Marina Schamajko                 | 6:4, 3:6, 6:4     |
| 14. | 18. Februar 2007   | Průhonice         | ITF $ 25.000      | Teppich (Halle)   | Veronika Chvojková     | Katarína Kachlíková Lenka Tvarosková               | 6:2, 6:3          |
| 15. | 30. März 2007      | La Palma          | ITF $ 25.000      | Hartplatz         | Andrea Hlaváčková      | Arantxa Parra-Santonja Melanie South               | 6:3, 6:2          |
| 16. | 20. April 2007     | Calvia            | ITF $ 25.000      | Sand              | Andrea Hlaváčková      | María José Martínez Sánchez Arantxa Parra-Santonja | 7:5, 6:4          |
| 17. | 13. Mai 2007       | Prag              | WTA Tier IV       | Sand              | Andrea Hlaváčková      | Ji Chunmei Sun Shengnan                            | 7:67, 6:2         |
| 18. | 11. Mai 2008       | Bukarest          | ITF $ 50.000      | Sand              | Hana Šromová           | Sorana Cîrstea Ágnes Szatmári                      | 6:4, 7:5          |
| 19. | 26. Oktober 2008   | Poitiers          | ITF $ 100.000     | Hartplatz (Halle) | Lucie Šafářová         | Oqgul Omonmurodova Monica Niculescu                | 6:4, 6:4          |
| 20. | 9. Mai 2010        | Jounieh           | ITF $ 50.000      | Sand              | Renata Voráčová        | Ksenija Mileuskaja Lessja Zurenko                  | 6:4, 6:2          |
| 21. | 12. Juni 2010      | Szczecin          | ITF $ 25.000      | Sand              | Eva Hrdinová           | Weronika Kapschaj Justine Ozga                     | 7:65, 6:3         |
| 22. | 26. September 2010 | Saint-Malo        | ITF $ 100.000     | Sand              | Lucie Hradecká         | Marija Korytzewa Ioana Raluca Olaru                | 6:4, 6:2          |
| 23. | 9. Oktober 2010    | Jounieh           | ITF $ 100.000     | Sand              | Renata Voráčová        | Eva Birnerová Andreja Klepač                       | 7:5, 6:2          |
| 24. | 14. Mai 2011       | Prag              | ITF $ 100.000     | Sand              | Michaella Krajicek     | Lindsay Lee-Waters Megan Moulton-Levy              | 6:2, 6:1          |
| 25. | 12. Juni 2011      | Nottingham        | ITF $ 100.000     | Rasen             | Eva Birnerová          | Regina Kulikowa Jewgenija Rodina                   | 6:3, 6:2          |
| 26. | 28. April 2012     | Fès               | WTA International | Sand              | Alexandra Panowa       | Irina-Camelia Begu Alexandra Cadanțu               | 3:6, 7:65, [11:9] |
| 27. | 19. Juli 2014      | Olmütz            | ITF $ 50.000      | Sand              | Renata Voráčová        | Barbora Krejčíková Aleksandra Krunić               | 6:2, 4:6, [10:7]  |

## Abschneiden bei Grand-Slam-Turnieren

### Einzel
| Turnier         | 2006 | 2007 | 2008 | 2009 | 2010 | 2011 | 2012 | 2013 | 2014 | 2015 | 2016 | Karriere |
| --------------- | ---- | ---- | ---- | ---- | ---- | ---- | ---- | ---- | ---- | ---- | ---- | -------- |
| Australian Open | –    | –    | 1    | 1    | –    | Q1   | 2    | –    | –    | –    | 1    | 2        |
| French Open     | Q2   | Q2   | AF   | 1    | –    | Q3   | 2    | 3    | 1    | 1    | Q1   | AF       |
| Wimbledon       | Q2   | Q3   | 1    | 1    | –    | AF   | 2    | Q3   | 2    | Q3   | –    | AF       |
| US Open         | Q2   | Q3   | 1    | Q1   | Q2   | 2    | –    | 1    | 2    | 3    | –    | 3        |

Zeichenerklärung: S = Turniersieg; F, HF, VF, AF = Einzug ins Finale / Halbfinale / Viertelfinale / Achtelfinale; 1, 2, 3 = Ausscheiden in der 1. / 2. / 3. Hauptrunde; Q1, Q2, Q3 = Ausscheiden in der 1. / 2. / 3. Runde der Qualifikation; n. a. = nicht ausgetragen

### Doppel
| Turnier         | 2007 | 2008 | 2009 | 2010 | 2011 | 2012 | 2013 | 2014 | 2015 | Karriere |
| --------------- | ---- | ---- | ---- | ---- | ---- | ---- | ---- | ---- | ---- | -------- |
| Australian Open | –    | –    | 1    | –    | –    | 2    | –    | –    | –    | 2        |
| French Open     | 1    | 1    | 1    | –    | –    | 1    | –    | 1    | 1    | 1        |
| Wimbledon       | 1    | 1    | –    | –    | –    | 1    | –    | 1    | –    | 1        |
| US Open         | 1    | 1    | –    | –    | 1    | –    | 2    | 2    | –    | 2        |